# 電撃脱走 地獄のターゲット
『電撃脱走 地獄のターゲット』（でんげきだっそう じごくのターゲット、Sitting Target）は1972年のイギリスのクライムスリラー映画。
ダグラス・ヒコックス監督の作品で、出演はオリヴァー・リードとジル・セント・ジョンなど。
殺人罪で服役中の男が妻の裏切りを知り、脱出を計って復讐に狂奔する姿を描いている。
刑務所のシーンの撮影は、キルメイナム刑務所で行われた。

## キャスト
※括弧内は日本語吹替（初回放送1979年1月26日『ゴールデン洋画劇場』）
- ハリー・ロマート: オリヴァー・リード（小林清志） - 服役囚。
- パット・ロマート: ジル・セント・ジョン（鈴木弘子） - ハリーの妻。
- バーディ・ウィリアムズ: イアン・マクシェーン（堀勝之祐） - ハリーの相棒。
- マクニール: フレディ・ジョーンズ - ハリーとともに脱獄した服役囚。
- ミルトン警部: エドワード・ウッドワード（小林恭治）
- マーティ・ゴールド: フランク・フィンレイ

## スタッフ
- 監督：ダグラス・ヒコックス
- 脚色：アレクサンダー・ジェイコブス（英語版）
- 原作：ローレンス・ヘンダーソン『Sitting Target』
- 製作：バリー・クーリック
- 撮影：エドワード・スケイフ（英語版）
- 音楽：スタンリー・マイヤーズ
- 編集：ジョン・グレン
- 日本語字幕監修：松野勝